# Juan López Galván
Juan López Galván, OP (21 de abril de 1613 - 12 de fevereiro de 1674) foi um prelado católico romano que serviu como arcebispo de Manila de 1672 a 1674 e bispo de Cebu de 1663 a 1672.

## Biografia
Juan López Galván nasceu em Martín Muñoz de las Posadas, Espanha. Chegou como missionário nas Filipinas em 1643. Em 10 de fevereiro de 1663, foi ordenado sacerdote da Ordem dos Frades Pregadores. Em 23 de abril de 1663, o Papa Alexandre VII o nomeou Bispo de Cebu, onde sucedeu Juan Velez. Recebeu a consagração episcopal em 4 de janeiro de 1665, através de Dom Marcos Ramírez de Prado y Ovando, Bispo de Michoacán. Em 14 de novembro de 1672, o Papa Clemente X o nomeou Arcebispo de Manila, onde serviu até sua morte. É identificado como de temperamento explosivo e facilmente irritado, tendo se envolvido em muitos incidentes desagradáveis durante seu arcebispado. 